# Giuseppe Ghezzi

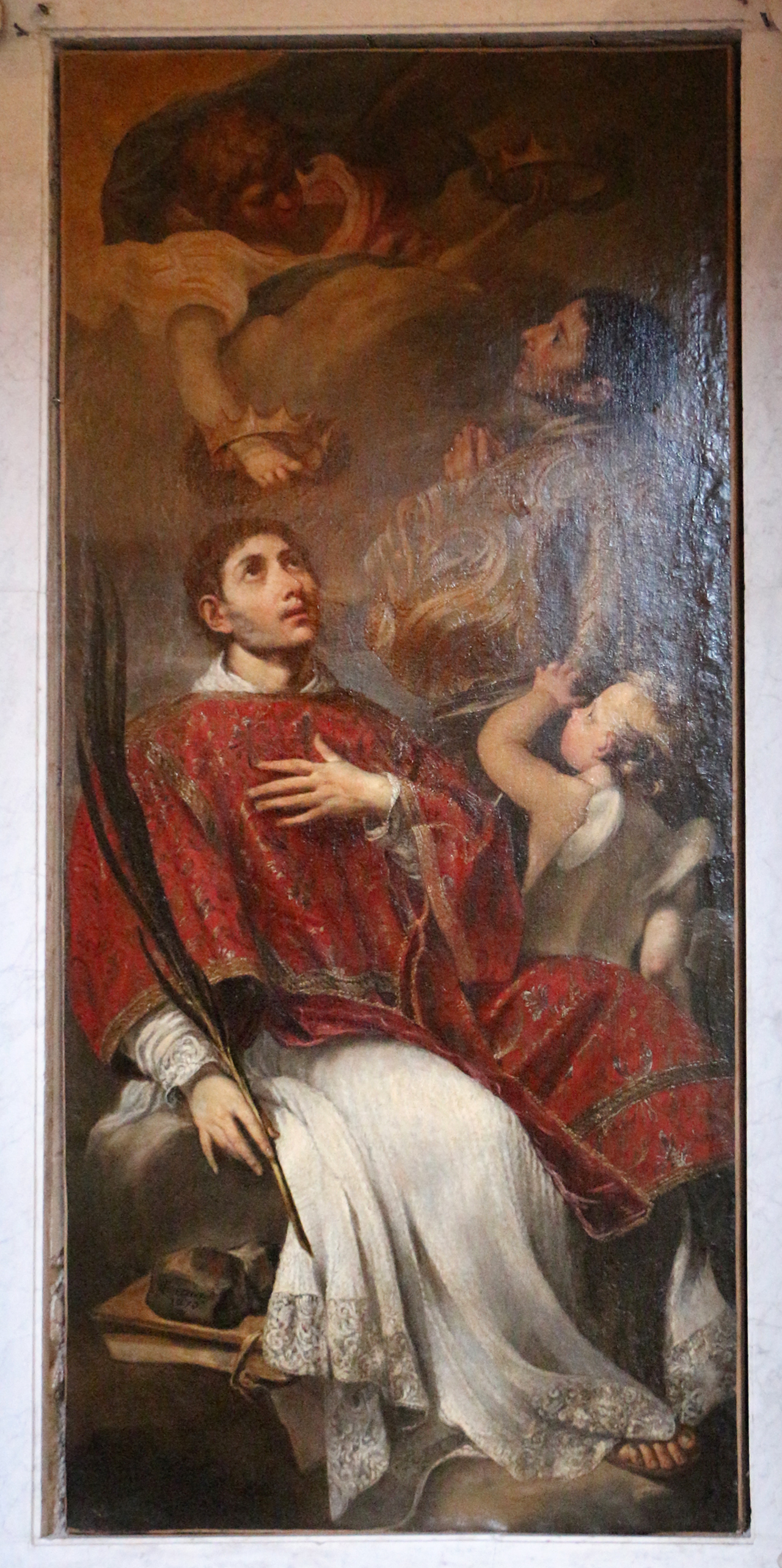
Santos Esteban y Lorenzo, iglesia de Santa Cecilia, Roma

Giuseppe Ghezzi (Comunanza, 1634-Roma, 1721) fue un pintor barroco italiano activo en Roma.
Hijo y alumno del pintor Sebastiano Ghezzi, Giuseppe Ghezzi estuvo influido por el estilo de Pietro da Cortona.
Fue secretario perpetuo de la Academia de San Lucas de Roma.
Padre del pintor y caricaturista Pier Leone Ghezzi, fue maestro y mentor de Pietro da Pietri (1634-1721) y Antonio Amorosi entre otros.
El 10 de diciembre de 1676 reunió un considerable número de obras provenientes de maestros venecianos y las expuso en los claustros de San Salvatore de Roma.
- Datos: Q1749764
- Multimedia: Giuseppe Ghezzi / Q1749764